# Rugby Reggio Associazione Sportiva
Maillots
Actualités
Dernière mise à jour : 24 septembre 2022.
Le Valorugby Emilia est un club de rugby à XV basé à Reggio d'Émilie, dans la région d'Émilie-Romagne, fondé en 1945. Il joue en première division.

## Histoire
Fondé en 1945, le Valorugby fait partie des plus vieux clubs d'Italie. Il portait alors le nom de Sempre Avanti. C'est en 1948 qu'il devient Rugby Reggio. Le club a survécu sept ans mais a fini par disparaitre pour être ressuscité dans les années 60 sous l'impulsion d'ex-joueurs fondateurs, notamment Ovilio Montanari. Cette reprise d'activité se fait dans le giron du club omnisports de l'Unione Sportiva La Torre. C'est en 1970 que le club reprend son autonomie et son nom précédent de Rugby Reggio. L'équipe évolue alors en Serie C, la troisième division nationale.
Au bout de quatre ans, à l'issue de la saison 1973-74, le club monte pour la première fois en Serie B, le deuxième niveau du championnat. Le club s'y installe pour le restant de la décennie. Par la suite les résultats deviennent moins réguliers et le club va alterner trois promotions et trois relégations jusqu'au début des années 90. Le club gagne durant cette période un titre national de Serie C, en 1981.
En 1993-94, entrainé par Gian Battista Castagnetti, le Rugby Reggio monte pour la première fois en Serie A2, mais sans parvenir à se maintenir. Toutefois, le club devient dès lors un club de Serie B qui « regarde vers le haut ». Et après cinq saisons d'efforts, la récompense arrive en 2001 : le club remonte en Serie A, l'antichambre du Top 10.
Le club évolue trois saisons en deuxième division, sous le nom de Majorca Rugby Reggio, du nom de son sponsor principal. Mais en 2004, une terrible crise interne frappe le club qui déclare forfait et doit engager son équipe première en Serie C.
Le club entame un nouveau cycle de promotions et de relégations, jusqu'au tournant de 2011 : le club évolue alors en deuxième division et participe à la phase finale dont le vainqueur est promu. Le Rugby Reggio est battu en demi-finale par Calvisano. Mais c'est aussi la saison où le projet GranDucato Parma disparait : il faut remplacer l'équipe défunte et c'est le Rugby Reggio qui est désigné : le club monte ainsi pour la première fois en élite, désormais appelée championnat Eccellenza.
Le club évolue trois ans en Eccellenza puis finit par être relégué au terme de la saison 2013-14. Il suffit de deux saisons au Rugby Reggio pour remonter en Eccellenza, emportant au passage le titre national de Serie A.
En 2018, après cinquante ans de présidence de Giorgio Bergonzi, le club est repris par un nouveau groupe de dirigeants et d'investisseurs. Il change de nom et devient le Valorugby Emilia, son nom actuel. Il change également de couleurs, abandonnant son traditionnel rouge et noir pour adopter le grenat. Le nouveau président Enrico Grassi affiche ses ambitions : le club doit poursuivre son travail de formation tout en visant des trophées. En 2020, alors qu'il vient de recruter Jacques Brunel comme consultant technique, il déclare : « Je veux trois titres sur les cinq prochaines saisons. »
Le Valorugby remporte la Coupe d'Italie 2019. Depuis le club maintient de bons résultats et a enchainé quatre demi-finales d’affilée.
En octobre 2023, et alors qu'il venait de signer une prolongation de contrat, Roberto Manghi est licencié après trois défaites en trois matchs.

## Palmarès
- Vainqueur de la coupe d'Italie en 2019
- Champion de deuxième division en 2016
- Champion de troisième division en 1981

## Entraîneurs
- ? :  David Williams
- 1997-2003 : Alessandro Ghini
- 2003-2005 : Daniele Tebaldi
- 2004-2006 : Andrea Di Giandomenico
- ?-2012 : Stefano Mari
- 2012-2014 : Alessandro Ghini
- 2014-2015 : Roberto Mandelli
- 2015-2023 : Roberto Manghi